# گرگ مک‌هیو
گرگ مک‌هیو (انگلیسی: Greg McHugh؛ زادهٔ ۵ ژانویهٔ ۱۹۸۰) بازیگر اهل بریتانیا است.
از فیلم‌ها یا برنامه‌های تلویزیونی که وی در آن نقش داشته‌است، می‌توان به کشف جادوگران و مرد در مقابل زنبور اشاره کرد.